# NGC 1227
NGC 1227 ist eine linsenförmige Galaxie vom Hubble-Typ SB0/a im Sternbild Perseus am Nordsternhimmel. Sie ist schätzungsweise 252 Millionen Lichtjahre von der Milchstraße entfernt und hat einen Durchmesser von etwa 75.000 Lj.

Im selben Himmelsareal befindet sich u. a. die Galaxie NGC 1226.
Das Objekt wurde am 10. Januar 1880 von dem französischen Astronomen Édouard Stephan entdeckt.